# 원호섭
원호섭( 元皓燮 , 1972년 2월 8일 ~ )은 대한민국의 성우로, 1997년 한국방송 성우극회 공채 26기로 입사했다.

## 출연작품

### 외화
- 로스트(KBS) - 휴고 헐리 레예스(조지 가르시아)
- 프리즌 브레이크(SBS) - 헤일(대니 매카시)

### 영화
- 스타쉽 트루퍼스(KBS) - 브론스키(테오 스무트) / TV 방송 음성(존 컨닝햄)
- 동창회 대소동(KBS) - 다니엘
- 아빠 수업(KBS)
- 잉글리쉬 페이션트(KBS) - 푸아드(히쳄 로스텀)
- 찢어진 커튼(KBS) - 통역관
- 화이트 히어로(KBS) - 카메라맨
- 극속전설(KBS) - 상개
- 딜리버리(KBS) - 제롬 (스티브 허드슨)
- 첩혈쌍웅(KBS) - 경찰1
- 타인의 취향(KBS)
- 007 죽느냐 사느냐(KBS)
- 007 네버다이(KBS)
- 루이의 리얼리티 쇼(KBS) - 아나운서
- 미이라2(KBS) - 이모텝(아놀드 보슬루)
- 7번째 사진(KBS)
- 뮤직 오브 하트(KBS) - 아놀드 스타인하르트(본인)
- 천방지축(KBS)
- 쉬즈 올 댓(KBS) - 제시(엘든 헨슨)
- 줄리엣을 위하여(KBS)
- 역(KBS)
- 사랑은 방울방울(KBS) - 사장
- 블랙 호크 다운(KBS) - 넬슨(이완 브렘너) / 슈거트(자니 스트롱)
- 리멤버 타이탄(KBS)
- 퍼펙트 크라임(KBS) - 페폰(엔리케 마르티네즈)
- K-19: 위도우메이커(KBS) - 안드레이 (제이제이 페일드)
- 케인호의 반란(KBS) - 호러블 선원(클로드 아킨즈)
- 디스터번스(KBS)
- 10일안에 남자친구에게 차이는 법(KBS) - 벤의 친구(토머스 레넌)
- 트랩트(KBS) - 마빈(프루이트 테일러 빈스)
- 칠검(KBS) - 신용자(대립오)
- 스타워즈 에피소드 4: 새로운 희망(KBS) - 술집 주인(테드 버넷) / 해설 / 스톰 트루퍼 / 반란군 안내 방송
- 스타워즈 에피소드 5: 제국의 역습(KBS) - 해설
- 스타워즈 에피소드 6: 제다이의 귀환(KBS) - 해설
- 쿵푸허슬(KBS) - 뚱보(임자총)
- 21그램(KBS) - 잭의 목사(에디 마산)
- 20 30 40(KBS)
- 장고(KBS) - 리카르도(레모 디 안젤리스)
- 링 2(KBS) - 정신 병원 경비원(빅터 맥케이)
- 쿵푸 프리즌(KBS) - 불록(케빈 게이지)
- 석양의 무법자(KBS) - 보안관(존 바사) / 총잡이(알 뮬락) / 북부군 대위의 부관
- 다크 블루(KBS)
- 할리우드 엔딩(KBS) - 세바스찬(아이작 미즈라히) / 정신과 의사(피터 게러티)
- 나의 인생, 나의 기타(KBS) - 래프스(아담 트레스) / 멜로디의 아빠(빌 캠프)
- 엘리트 스쿼드(KBS) - 로드리게스(앙드레 펠리페) / 에스테반(로날도 레이스) / 뉴스 아나운서(라파엘 그논)
- 고야의 유령(KBS) - 나폴레옹(크레이그 스티븐) / 교회 신도
- 도로시(KBS) - 존(게빈 오코너)
- 라비앙 로즈(KBS) - 기자(피에르 페이리초웃) / 술집 주인
- 토크 투 미(KBS) - 듀이 휴즈(치웨텔 에지오포)
- 윈스턴 처칠의 폭풍전야(KBS) - 페티퍼(휴 보네빌)
- 블룸 형제 사기단(KBS) - 스티븐(마크 러팔로)
- 허트 로커(KBS) - 샌본(안소니 마키)
- 윌리엄과 케이트의 러브스토리(KBS) - 마이클(크리스토퍼 코신스)
- 파이터(KBS) - 마이크(로스 버켈)
- 다빈치 코드(KBS) - 아링가로사(알프레드 몰리나)
- 언터처블: 1%의 우정(KBS) - 드리스(오마 사이)
- 은하수를 여행하는 히치하이커를 위한 안내서(KBS) - 내레이션(스티븐 프라이)
- 본 슈프리머시(KBS) - 탐 크로닌(톰 갤로프)
- 본 얼티메이텀(KBS) - 탐 크로닌(톰 갤로프) / 로스의 신문사 편집장(마크 바젤리) / 블랙 브라이어 정보원(브라이언 린츠)
- 퍼블릭 에너미(KBS) - 레드(제이슨 클락)
- 분노의 질주: 더 오리지널(KBS) - '돔' 도미닉 토레토 (빈 디젤)
- 분노의 질주: 언리미티드(KBS) - '돔' 도미닉 토레토 (빈 디젤)
- 터미네이터 3(SBS) - 구조 대원(티모시 다울링)
- 잔 다르크(SBS) - 알랑쏭(데즈먼드 해링턴)
- 트로이(SBS) - 트리오파스(줄리언 글러버) / 트로이 병사 / 해설
- 킬 빌 2(SBS) - 레버런드(보 스벤슨)
- 좋은 친구들(SBS) - 터디(프랭크 딜레오) / 헨리의 변호사(에드워드 맥도날드) / 의사(아이제이아 휘틀록 주니어)
- 스피드(SBS) - 경찰(리처드 라이백) / 버스 운전사(호손 제임스) / 경찰 국장(보 스타) / 직원(제임스 더몬트
- 앤트맨 - 하워드 스타크(존 슬래터리)
- 캡틴 아메리카: 윈터 솔저 - 하워드 스타크(존 슬래터리)
- 앤트맨과 와스프 - 팩스톤(바비 카나베일)
- 리썰 웨폰 4(SBS) - 머터프의 아들(데이몬 하인스) / 중국인
- 정글북 - 발루(빌 머리)
- 20 30 40(KBS) - 브라이언(장홍양)
- 홀리 맨 (KBS) - 사회자(클레런스 레이놀즈)
- 파이터 (KBS) - 마이크(로스 비켈)
- 페이첵(SBS)
- 배드 컴퍼니(SBS)
- 이도공간(SBS)
- 선택(SBS)
- 리틀 니키(SBS)
- 스네이크 아이즈(SBS)
- 첩혈속집(SBS)
- 여자의 용기(SBS)
- 컨스피러시(SBS)
- 일곱가지 유혹(SBS)
- 연애사진(SBS)
- 배틀필드(SBS)
- 레드 노티스(넷플릭스) - 존 하틀리(드웨인 존슨)

### 애니메이션
- 기상천외 오드패밀리(KBS) - 넘버원
- 명탐정 코난 (투니버스) - 정철규 / 천동준
- 미래전사 그레이트 건더(SBS) - 컴퓨터
- 매지컬: 공주를 웃겨라 - 토마
- 보노보노(투니버스) - 보노보노 아빠
- 빛의 전사 프리큐어(SBS) - 장로
- 샘샘은 꼬마 슈퍼맨(EBS) - 구링구링
- 아이스 에이지 5 - 토끼 / 해설
- 우주해적 미토의 대모험(대교어린이TV) - 강태수
- 울트라맨 다이나(대교어린이TV) - 해설
- 원피스(KBS) - 두두 / 챠가
- 원피스 스페셜 어드벤처 오브 네브란디아(투니버스) - 공명
- 자체발광(MBC)
- 카 3: 새로운 도전 - 스모키 / 더 킹
- 택틱스(애니맥스) - 편집부장
- 포켓몬스터 XY&Z(투니버스) - 포켓몬 도감
- 스머프: 비밀의 숲 - 파파 스머프
- 헬로 카봇(KBS) - 세이버
  - 헬로 카봇 X(SBS) - 세이버 X
- 아나스타샤(KBS) - 혁명군
- 토이 스토리 4 - 듀크 카붐 / 올드 타이머
- 신비아파트 고스트볼Z: 귀도퇴마사(투니버스) - 수의사
- 스타크래프츠 - 나레이션
- 티시태시(EBS) - 폴라

### 비디오 게임
- 디아블로 3: 영혼을 거두는 자
- 커맨드 앤 컨커: 레드 얼럿 2
- 월드 오브 워크래프트
- 월드 오브 탱크
- 스타크래프트: 리마스터: 스타 다큐멘터리 나레이션

### 라디오 드라마
소설극장 (KBS 3라디오)
- 2011.08.16 ~ 2011.09.27 최인호 <낯익은 타인들의 도시> (해설)

라디오 극장 (KBS 한민족 방송)
- 2007.06.01 ~ 2007.06.30 고영훈 <야망의 맨발> (해설)

KBS 무대 (KBS 한민족 방송)
- 내게도 사랑이
- 2인 3각

라디오 소설 (EBS FM)
- 엄마를 부탁해 - 첫째(형철)

격동 50년 (MBC 표준FM) (해설)

### 다큐멘터리 / 내레이션
- 역사스페셜(KBS)
- 야생의 땅, 세렝게티(NGC)
- 코스모스(NGC)
- 역사추적(KBS)
- 비타민(KBS)
- SBS스페셜(SBS)
- 영화가 좋다(KBS) - 추억의 부스러기 코너
- 뉴스투데이(KBS) - 매일유업 8시 시보
- 동물의 세계(KBS)
- 다큐세상 (KBS) <대몽항쟁 39년, 강화도 고려를 이끌다>
- iTV 문화유산 캠페인 (iTV)

### CF
- 대우자동차 누비라 CF
- 롯데 디씨 플러스카드 CF
- 금호타이어 타이어 프로 CF